# 維爾德湖 (拜爾斯布龍)
48°34′11″N 8°14′22″E / 48.56972°N 8.23944°E

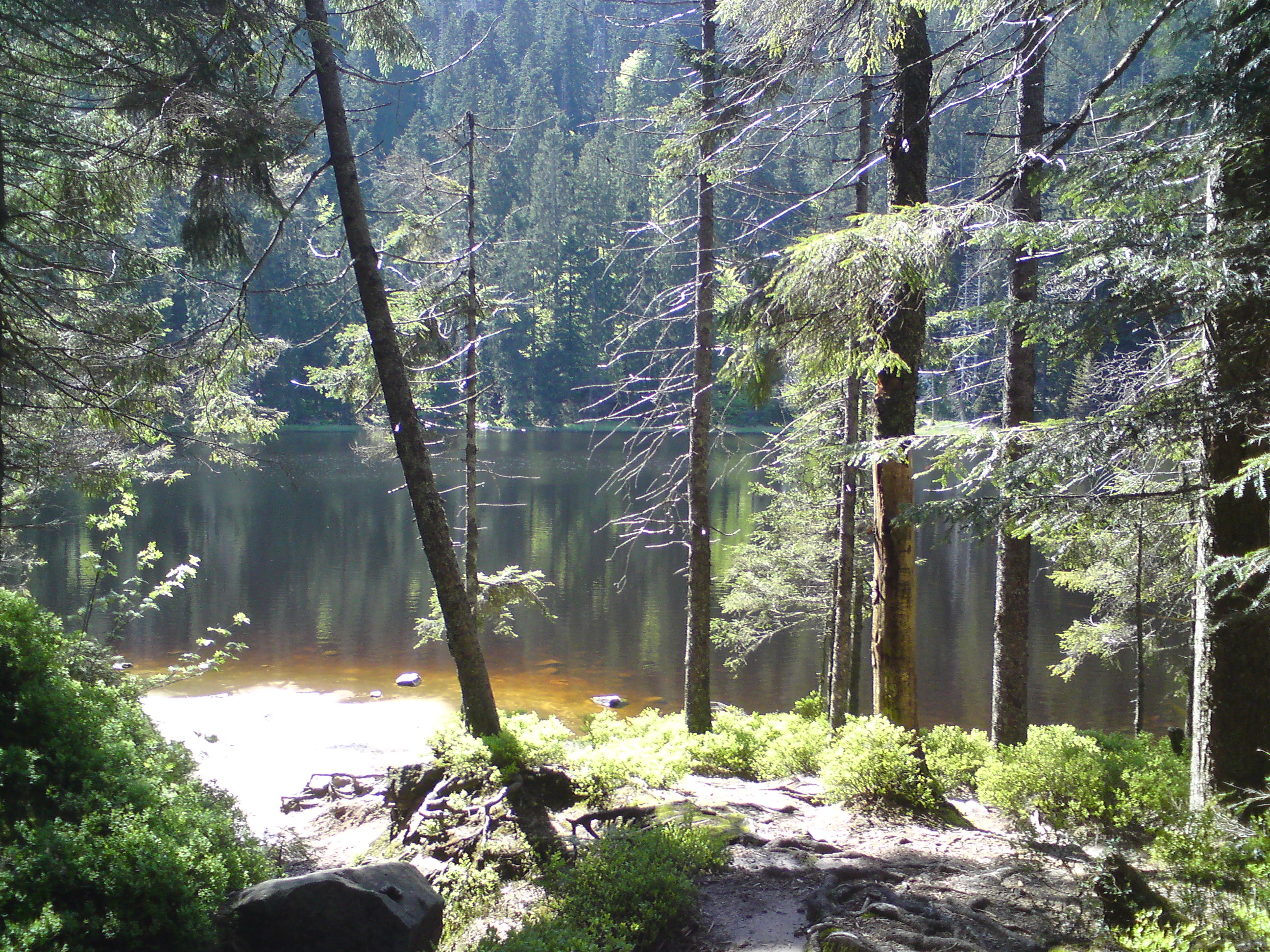

維爾德湖（德語：Wildsee），是德國的湖泊，位於該國西南部，由巴登-符騰堡州負責管轄，處於拜爾斯布龍，面積0.02平方公里，海拔高度910米，最大水深11.5米。